# Marguerite Françoise Bouvier de La Mothe de Cepoy
Pour les articles homonymes, voir Bouvier.
 (octobre 2011).
Si vous disposez d'ouvrages ou d'articles de référence ou si vous connaissez des sites web de qualité traitant du thème abordé ici, merci de compléter l'article en donnant les références utiles à sa vérifiabilité et en les liant à la section « Notes et références ».
Marguerite Françoise (dite aussi Agnès) Bouvier de La Mothe de Cepoy, par son mariage comtesse de Buffon (1784), puis (1798) Madame Renouard de Bussierre, née en 1767 et morte en 1808, fut la maîtresse en titre du prince Louis-Philippe d'Orléans, duc d'Orléans, connu sous la Révolution française sous le nom de Philippe-Égalité.

## Biographie
Fille de Guillaume François Bouvier de La Mothe, deuxième marquis de Cepoy, et d'Élisabeth Amaranthe Jogues de Martinville, Marguerite Françoise Bouvier de La Mothe de Cepoy épousa en 1784 Georges Louis Marie Leclerc de Buffon (1764-1794), fils du célèbre naturaliste. Peu après son mariage, elle devint la maîtresse du duc d'Orléans. Celui-ci lui donna un fils, Victor (1792-1812), qui fut présenté comme celui du comte de Buffon. Elle divorça  le 14 janvier 1794 peu après l'exécution de Philippe-Égalité.
Elle aida les fils légitimes du duc d'Orléans, le duc de Montpensier et le comte de Beaujolais, durant leur incarcération à Marseille jusqu'à leur libération en 1796. 
Elle se remaria le 14 septembre 1798 à Rome, à Julien Raphäel Renouard de Bussierre, officier de l'Armée de Condé, commissaire des guerres auprès de l'armée d'Italie qui mourra en 1804. Il était issu d'une éminente famille franco-suisse (branche cadette). Naîtra de cette union, Jules Edmond Renouard de Bussierre, ministre de France en Saxe 1839-1842, pair de France, 1841, Grand officier de la Légion d'honneur, titré comte par Louis-Philippe Ier.
Ne pouvant conserver auprès d'elle le bâtard qu'elle avait eu avec le duc d'Orléans, elle le fit passer en Angleterre pour que le fils du duc, futur roi des Français, Louis-Philippe d'Orléans, prît soin de lui.
Blonde, fort belle, elle passait aussi pour fort sotte. Selon la comtesse de Boigne : « Je fis connaissance à Saint Germain avec madame de Renouard, plus connue sous le nom de Buffon. Elle était la preuve qu'il n'y a point de position à laquelle un noble caractère ne puisse donner de la dignité. Maîtresse de monsieur le duc d'Orléans pendant toutes les horreurs de la Révolution, elle les avaient traversées en alliant un dévouement entier pour le prince avec une haine hautement affichée pour les crimes dont elle était témoin et pour leurs auteurs. Il est inouï qu'elle n'ait pas été victime de sa franchise ; il paraît qu'elle avait inspiré du respect à ces monstres eux-mêmes. Elle resta fidèle à la mémoire de monsieur le duc d'Orléans et s'occupa, au péril de ses jours, des affaires de ses fils qu'elle avait contribué à faire échapper de la prison de Marseille. Elle leur confia un enfant qu'elle avait eu : il fut élevé par eux à l'étranger sous le nom de chevalier d'Orléans ; il mourut fort jeune. Une anecdote peu connue, c'est que monsieur de Talleyrand eut fort le désir d'épouser madame de Buffon. Sa tante, la vicomtesse de Laval, s'employa vivement à cette négociation, sans pouvoir vaincre sa répugnance à devenir la femme d'un évêque. Elle était tombée dans une grande pénurie. Un Suisse, monsieur Renouard de Bussière, homme très agréable, lui adressa ses hommages qu'elle accepta. Leur union ne fut pas longue ; il mourut lui laissant un fils. Lorsque je l'ai connue, elle était veuve et vivait dans une retraite absolue, uniquement occupée de cet enfant; elle a eu le bonheur de pouvoir le recommander à monsieur le duc d'Orléans avant de mourir. Ce prince professait, à juste titre, une grande reconnaissance pour madame de Renouard et a toujours protégé son fils. Des anciens rapports de mes parents avec sa famille leur firent forcer la solitude de madame de Renouard. Lorsqu'elle était à son aise, elle était très spirituelle, parfaitement aimable et très intéressante sur ce qu'elle avait vu mais dont elle parlait rarement et mal volontiers. Elle conservait des restes de beauté et surtout d'agrément. »
Elle mourut le 15 mai 1808, laissant deux filles : Caroline, marquise de La Woeystine, et Edmée, comtesse de Timbrune de Valence  (son fils Casimir était mort à 14 ans) 